# Mateusz Nowak (lekkoatleta)
Mateusz Nowak (ur. 6 maja 1996) – polski chodziarz sportowy.

## Kariera sportowa
W latach 2012–2015 zdobywał medale mistrzostw Polski juniorów i juniorów młodszych m.in. złote medale mistrzostw juniorów na 10 km (2014 i 2015) i na 20 km (2014).
W 2015 roku reprezentował Polskę w pucharze Europy w chodzie sportowym rozegranym w Murcii, gdzie nie ukończył zawodów ze względu na dyskwalifikację w chodzie na 10 km.
W 2021 roku zdobył brązowy medal mistrzostw Polski w chodzie na 10 000 m. W 2023 roku powtórzył to osiągnięcie na dystansie 35 km na zawodach rozgrywanych w słowackich Dudincach.
4 maja na Korzeniowski Warsaw Race Walking Cup 2025 zdobył srebrny medal mistrzostw Polski na 20 km.
Od 2025 roku reprezentuje klub KU AZS UAM Poznań, trenerem jest Łukasz Nowak. W okresie 2009–2023 należał do klubu UKS Skoczek Skoki.

## Osiągnięcia

### Seniorzy – krajowe
| Rok  | Impreza                     | Miejsce  | Konkurencja     | Pozycja    | Wynik    |
| ---- | --------------------------- | -------- | --------------- | ---------- | -------- |
| 2021 | Mistrzostwa Polski seniorów | Poznań   | chód na 10000 m | 3. miejsce | 44:38,08 |
| 2023 | Mistrzostwa Polski seniorów | Dudince  | chód na 35 km   | 3. miejsce | 2:45:19  |
| 2025 | Mistrzostwa Polski seniorów | Warszawa | chód na 20 km   | 2. miejsce | 1:26:25  |

### Juniorzy – krajowe
| Rok  | Impreza                                      | Miejsce        | Konkurencja     | Pozycja    | Wynik    |
| ---- | -------------------------------------------- | -------------- | --------------- | ---------- | -------- |
| 2012 | Mistrzostwa Polski juniorów młodszych        | Kraków         | chód na 10 km   | 2. miejsce | 48:05,56 |
| 2013 | Halowe mistrzostwa Polski juniorów młodszych | Spała          | chód na 5000 m  | 1. miejsce | 24:50,04 |
| 2013 | Mistrzostwa Polski juniorów młodszych        | Łódź           | chód na 10 km   | 2. miejsce | 50:43,49 |
| 2014 | Halowe Mistrzostwa Polski juniorów           | Spała          | chód na 5000 km | 1. miejsce | 21:58,76 |
| 2014 | Mistrzostwa Polski juniorów                  | Toruń          | chód na 10 km   | 1. miejsce | 45:21,43 |
| 2014 | Mistrzostwa Polski juniorów                  | Gdańsk         | chód na 20 km   | 1. miejsce | 1:34:12  |
| 2015 | Halowe Mistrzostwa Polski juniorów           | Toruń          | chód na 5000 km | 1. miejsce | 22:22,85 |
| 2015 | Mistrzostwa Polski juniorów                  | Biała Podlaska | chód na 10 km   | 1. miejsce | 44:57,32 |